# Aizu Yaichi
Aizu Yaichi (会津 八一), né le 1er août 1881, mort le 21 novembre 1956, est un historien de la littérature, calligraphe et poète japonais.

## Biographie
Yaichi est originaire du quartier de Furumachi à Niigata. Il conclut ses études à l'Université Waseda avec une thèse sur l’écrivain romantique anglais John Keats. En 1913, il donne des conférences sur la poésie de Keats et la poésie classique grecque. Depuis le début des années 1920, il s'intéresse également à l'histoire de la littérature de l'époque de Nara. Il fonde en 1920 la société hellenico-japonaise (Nihon Girischa Gakkai) et en 1923 une société pour la recherche sur l'art Nara (Nara Bijutsu Kenkyū Kai).
Son recueil de poésie le plus connu paraît en 1924 sous le titre Nankyō shinshō, tandis que sont publiées d'autres œuvres dont Rokumeishū (1940) et Shūsho Dōjin no shō.
Il est professeur émérite d'ancien chinois et d'art japonais à l'Université Waseda. Son centre d'intérêt principal est l'art bouddhique des périodes Asuka et Nara.
En 1926, il plaide pour la création d'un musée d'histoire d'art à l'Université Waseda et réunit finalement un grand nombre d’œuvres.

## Source de la traduction
- (de)/(en) Cet article est partiellement ou en totalité issu des articles intitulés en allemand « Aizu Yaichi » (voir la liste des auteurs) et en anglais « Aizu Yaichi » (voir la liste des auteurs).